# Stefano Zanatta
Stefano Zanatta, nacido el 28 de enero de 1964 en Treviso, es un ciclista y director deportivo italiano. Fue profesional de 1986 a 1995 y actualmente lleva dirigiendo al equipo Bardiani-CSF, desde 2016.

## Biografía
Stefano Zanatta debutó como profesional en 1986  y se retiró en 1995. Solo consiguió una victoria como profesional a lo largo de su carrera.
Tras abandonar la carrera deportiva, Stefano Zanatta empezó a dirigir al equipo Aki en 1997, luego al Vini Caldirola en 1998, al Fassa Bortolo de 2002 a 2004, al Liquigas-Bianchi de 2005 a 2015 y al Bardiani-CSF desde 2016 donde permanece en la actualidad.

## Palmarés
1993
- 1 etapa de la Vuelta a México

## Resultados en las grandes vueltas
| Carrera         | 1986  | 1987  | 1988  | 1989  | 1990  | 1991  | 1992  | 1993  | 1994 | 1995  |
| --------------- | ----- | ----- | ----- | ----- | ----- | ----- | ----- | ----- | ---- | ----- |
| Giro de Italia  | 139.º | 112.º | -     | 112.º | 152.º | 132.º | 114.º | 126.º | Ab.  | 104.º |
| Tour de Francia | -     | -     | 142.º | Ab.   | -     | 141.º | -     | 104.º | -    | -     |
| Vuelta a España | -     | -     | -     | -     | -     | -     | 122.º | -     | -    | -     |